# Silverio Blasi
Silverio Blasi (* 17. November 1921 in Civitavecchia, Provinz Rom; † 27. April 1995 in Rom) war ein italienischer Schauspieler, Drehbuchautor und Fernsehregisseur.

## Leben
Blasi war mit Mario Landi, Giorgio De Lullo und Goliarda Sapienza Gründer der Theatergruppe T. 45. 1946 drehte er zwei erste Filme als Schauspieler; er sollte erst am Ende der 1960er Jahre diesen Teil seiner Tätigkeit wieder aufnehmen. Hauptsächlich schrieb er Drehbücher für das Fernsehen und einen Film (der 1956 entstandene La voce che uccide); für den kleinen Bildschirm war er seit 1955 bis zu seinem Tode auch als Regisseur aktiv.
Seit Ende der 1970er-Jahre war er auch als Theaterregisseur tätig.

## Filmografie

### Regisseur
- 1955: Le zitelle di Via Hydar (Fernsehfilm)
- 1987: L'ingranaggio (Fernsehfilm)

### Schauspieler
- 1975: Lucky Luciano (Lucky Luciano)
- 1976: Die Macht und ihr Preis (Cadaveri eccellenti)
- 1979: Christus kam nur bis Eboli (Cristo si è fermato a Eboli)
- 1986: Die Affäre Aldo Moro (Il caso Moro)
- 1987: Chronik eines angekündigten Todes (Cronaca di una morte annunciata)
- 1988: Der Abschiedsbrief (Via Paradiso)
- 1990: Offene Türen (Porte aperte)